# Epiplema ansorgei
Epiplema ansorgei är en fjärilsart som beskrevs av W. Warren 1901. Epiplema ansorgei ingår i släktet Epiplema och familjen Uraniidae. Inga underarter finns listade i Catalogue of Life.